# NGC 4725
NGC 4725 est une vaste galaxie spirale intermédiaire  située dans la constellation de la Chevelure de Bérénice. Sa vitesse par rapport au fond diffus cosmologique est de 1 492 ± 20 km/s, ce qui correspond à une distance de Hubble de 22,0 ± 1,6 Mpc (∼71,8 millions d'al). NGC 4725 a été découverte par l'astronome germano-britannique William Herschel en 1785.

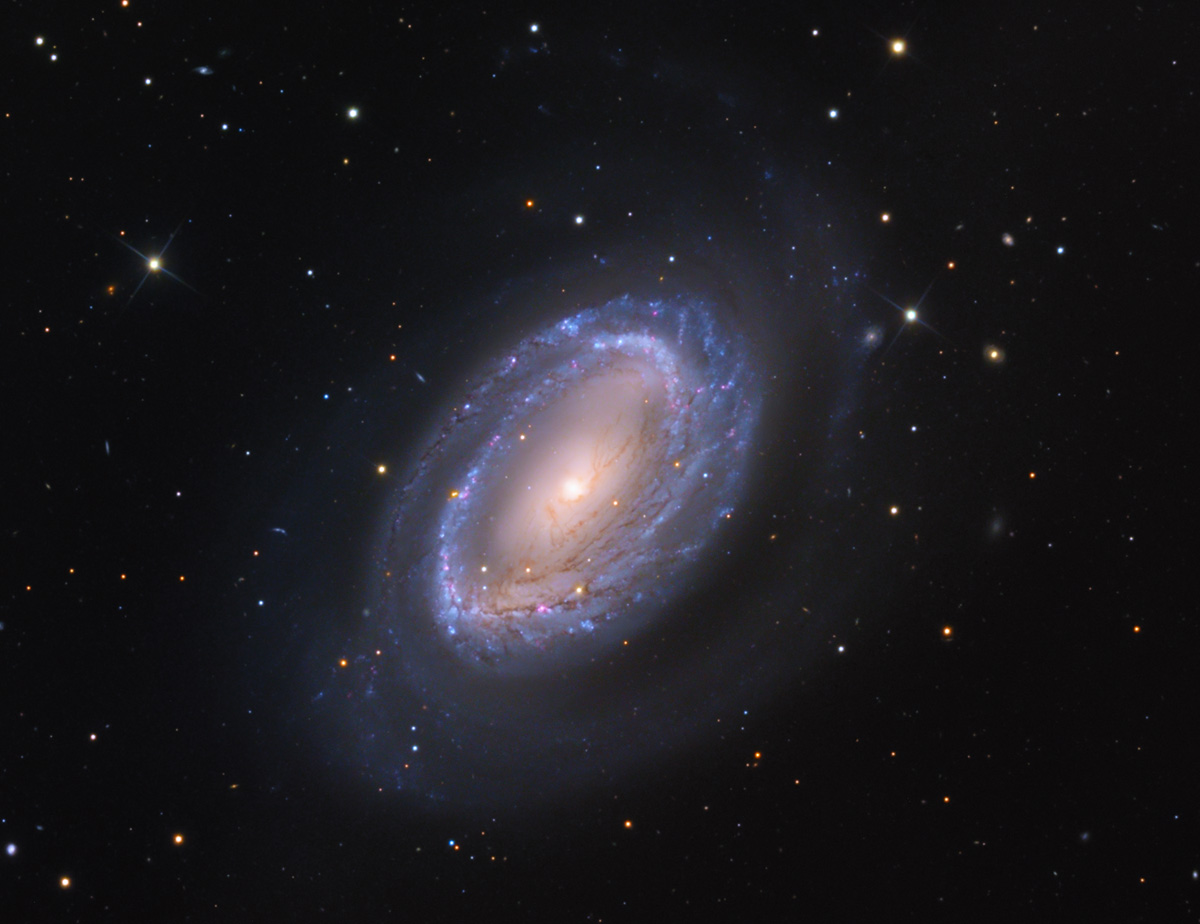
NGC 4725 par Adam Block (Observatoire du mont Lemmon/Université de l'Arizona).

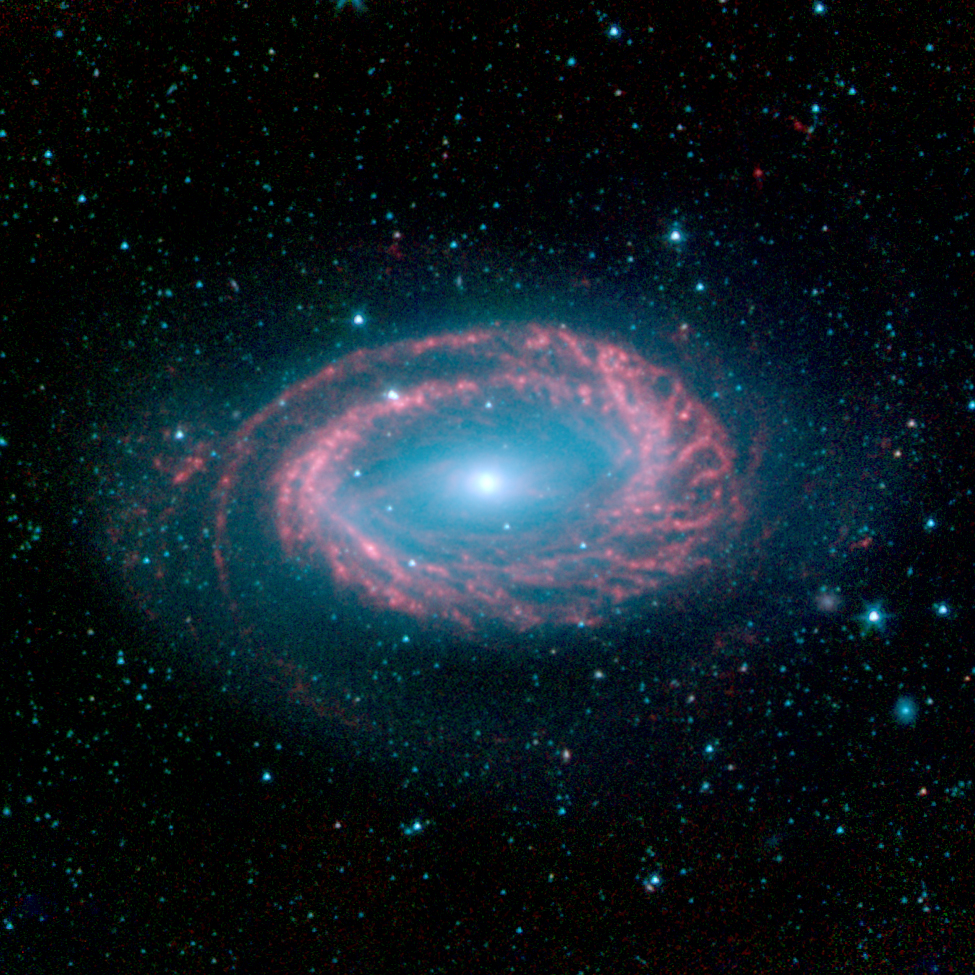
NGC 4725 dans le domaine de l'infrarouge par le télescope spatial Spitzer

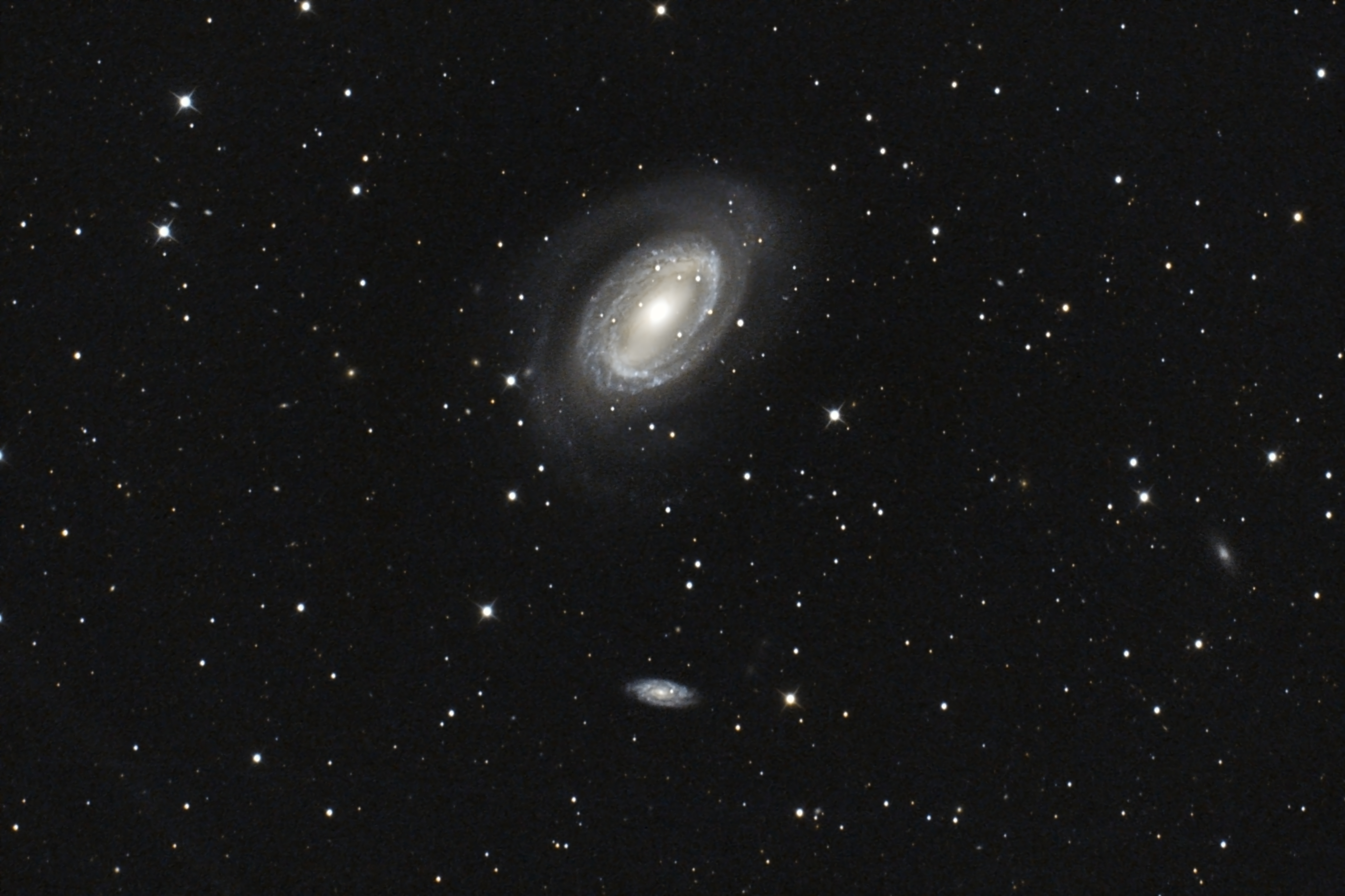
La galaxie NGC 4725 et sa voisine NGC 4712 dans la constellation de la Chevelure de Bérenice. La photographie a été prise dans les Cévennes en Juin 2021 avec 70 poses de 3 minutes chacune avec une caméra ZWO ASI 2600 MC Pro placée au foyer d'un télescope Ritchey-Chrétien de 12 pouces équipé d'un réducteur de focale x 0,75, ramenant ainsi la focale à 1822 mm.

La classe de luminosité de NGC 4725 est I-II et elle présente une large raie HI. C'est aussi une galaxie active de type Seyfert 2.
En raison d'une brillance de surface égale à 14,18 mag/am2, on peut qualifier NGC 4725 de galaxie à faible brillance de surface (LSB en anglais pour low surface brightness). Les galaxies LSB sont des galaxies diffuses (D) avec une brillance de surface inférieure de moins d'une magnitude à celle du ciel nocturne ambiant.

## Distance de NGC 4725
À ce jour, quatre douzaine de mesures non basées sur le décalage vers le rouge (redshift) donnent une distance de 13,080 ± 2,822 Mpc (∼42,7 millions d'al), ce qui est à l'extérieur des valeurs de la distance de Hubble.
Cependant, cette galaxie est relativement rapprochée du Groupe local. On obtient souvent des distances assez différentes pour les galaxies rapprochées en se basant sur le décalage en raison du mouvement propre de ces galaxies dans le groupe où l'amas où elles sont situées. Cette valeur est peut-être plus près de la distance réelle de cette galaxie. Notons que c'est avec la valeur moyenne des mesures indépendantes, lorsqu'elles existent, que la base de données NASA/IPAC calcule le diamètre d'une galaxie.

## Trou noir supermassif
Selon les auteurs d'un article publié en 2012, la masse du trou noir supermassif au centre de NGC 4725 est de 32 millions de {\displaystyle M_{\odot }}. La connaissance de sa masse et de son taux d'accrétion permet d'estimer le taux de formation d'étoiles dans la région centrale des galaxies de type Seyfert. Ce taux pour cette galaxie serait à l'intérieur et à l'extérieur d'un rayon de 1 kpc respectivement de 0,01 {\displaystyle M_{\odot }}/an  et de 0,34 {\displaystyle M_{\odot }}/an
.

## Supernova
Quatre supernovas ont été découvertes dans NGC 4725 : SN 1940B, SN 1969H, SN 1987E et SN 1999gs.

### SN 1940B
Cette supernova a été découverte le 5 mai 1940 par un dénommé Johnson. Le type de cette supernova n'a pas été déterminé.

### SN 1969H
Cette supernova a été découverte le 17 juin 1969 par l'astronome sud africain Anthony Patrick Fairall (en). Cette supernova était de type I.

### SN 1987E
Cette supernova a été découverte le 24 avril 1987 par M. Rosa de l'Observatoire européen austral (ESO). Cette supernova était de type I.

### SN 1999gs
Cette supernova a été découverte le 28 décembre 1999 par W.D. Li de l'université de Californie à Berkeley dans le cadre du programme LOSS (Lick Observatory Supernova Search) de l'observatoire Lick. Le type de cette supernova n'a pas été déterminé.

## Groupe de NGC 4725
Selon un article publié par Abraham Mahtessian en 1998, NGC 4725 est la galaxie la plus brillante d'un groupe de galaxies qui porte son nom. Le groupe de NGC 4725 compte au moins 16 membres. Les autres galaxies de ce groupe sont NGC 4245, NGC 4251, NGC 4274, NGC 4278, NGC 4283, NGC 4308, NGC 4310, NGC 4314, NGC 4393, NGC 4494, NGC 4559, NGC 4565, NGC 4670 et NGC 4747.
D'autre part, les galaxies NGC 4245, NGC 4251, NGC 4274, NGC 4278, NGC 4283, NGC 4310 et NGC 4314 font partie d'une autre groupe décrit par A.M. Garcia dans un article publié en 1993, le groupe de NGC 4274.
Trois autres galaxies du groupe NGC 4725 de Mahtessian se retrouvent aussi dans deux autres groupes de Garcia : NGC 4308 dans le groupe de NGC 4631 ainsi que NGC 4494 et NGC 4565 dans le groupe de NGC 4565. Les frontières entre les groupes ne sont pas clairement établies et dépendent des critères de proximité utilisés par les auteurs.